# Las 11 de Basauri

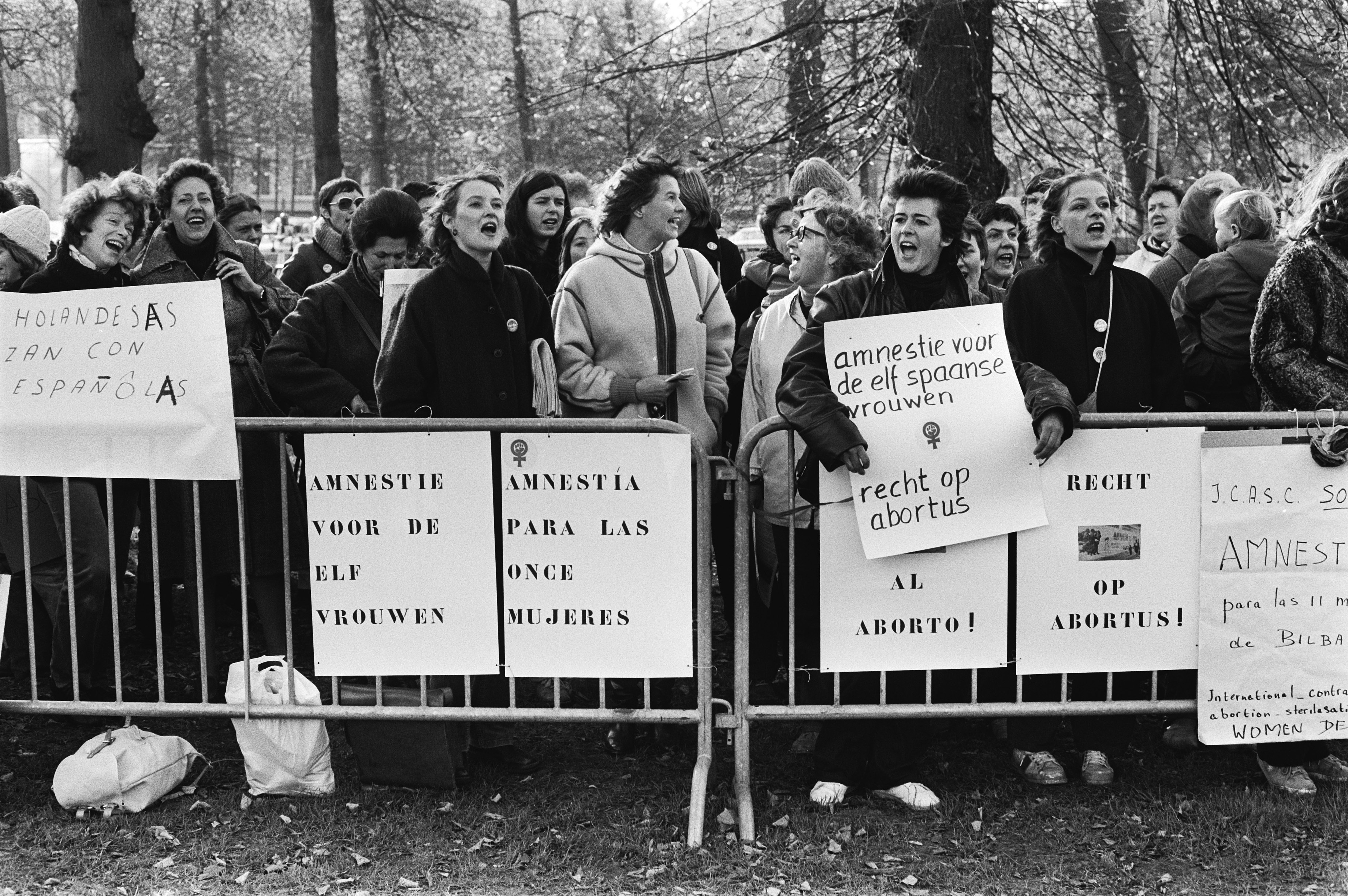
Manifestación de mujeres delante de la embajada española en La Haya en contra del proceso, en 1979.

Las 11 de Basauri o Las 11 de Bilbao fueron once mujeres de Basauri, de clase obrera, que vivieron un proceso penal desde 1976 hasta 1985, acusadas de haber abortado. De entre ellas, a una se la acusó de haber practicado los abortos con la ayuda de su hija también imputada. Se dio la circunstancia de que otra de ellas huyó y en su lugar se juzgó a un hombre acusado de haberla inducido a abortar.
Este proceso es considerado precursor e impulsor de la primera ley del aborto de la democracia que, en 1985, despenalizó, aunque de manera parcial, el aborto en España.

## Historia
Las 11 de Basauri eran vecinas del barrio de El Kalero. Durante las fiestas de la localidad, el 8 de octubre de 1976, fue arrestada una mujer acusada de realizar abortos. Se le pidió que diera los nombres de las mujeres a las que había intervenido y, al día siguiente, policías de paisano fueron a casa de estas mujeres para que hicieran una declaración breve en la comisaría. Una vez allí fueron arrestadas por haber abortado. Pasaron varios días en el calabozo del que salieron en libertad condicional en espera de un juicio del que podían salir condenadas hasta a doce años de cárcel, aunque finalmente se pidió seis meses y un día de prisión más once años de inhabilitación especial. Para la mujer que había practicado los abortos, el fiscal llegó a pedir sesenta años y cincuenta y cuatro para su hija que la había ayudado, más uno por haberse practicado un aborto. Las procesadas, se pusieron en contacto con un despacho laboralista de Bilbao que conocían porque sus maridos eran sindicalistas de UGT y CCOO. Entre los abogados que se encargaron de su defensa se encontraban Antonio Pericas, Mertxe Agúndez y Ernesto Martínez de la Hidalga. El juicio tardó tres años en salir, se dispuso el 31 de mayo de 1979 como fecha, pero no llegó a celebrarse por falta de calificaciones.
Una abogada, Isabel Otxoa Crespo, se enteró de que se iba a procesar a once mujeres de Basauri por aborto y llevó el caso a la Asamblea de Mujeres de Bizkaia que lo vio como una manera de poner cara a sus reivindicaciones de un aborto libre y gratuito y el derecho de las mujeres a decidir sobre su propio cuerpo. El movimiento feminista vasco se volcó en la defensa de estas mujeres y consiguió que el caso trascendiera el ámbito privado y tuviera una fuerte repercusión mediática, nacional e internacional. Por otro lado, al salir al debate público, produjo movilizaciones masivas, tanto en el Estado español, como fuera de las fronteras.
La fecha del nuevo juicio fue el 26 de octubre de 1979. La Coordinadora Feminista Estatal creó comisiones de derecho al aborto en todo el país y trabajando en red, se realizaron todo tipo de acciones para visibilizar la demanda de legalizar el aborto, la protesta por los juicios y la solicitud de amnistía de las mujeres encausadas. Hicieron trípticos con toda la información, pegatinas y carteles. Enviaron notas de prensa a los periódicos, crearon lemas que llegaron a ser muy populares como «Si los obispos pariesen, el aborto sería ley» o «Nosotras parimos, nosotras decidimos», se encadenaron en lugares públicos, se encerraron en los ayuntamientos o hicieron manifestaciones en ciudades de toda España y también en París, Lisboa o Lausana. Acciones todas estas que fueron seguidas por los medios de comunicación con detalle. Replicando la iniciativa de las mujeres que en Francia habían firmado el manifiesto de las 343, se decidió elaborar un documento que recogía la declaración de mujeres conocidas de todos los ámbitos que también habían abortado de forma voluntaria y, en menos de setenta y dos horas, se consiguió la solidaridad de mil trescientas cincuenta y siete mujeres, algunas muy conocidas como Ana Belén, Massiel, Amparo Muñoz, Cristina Alberdi, Pilar Brabo, Mercedes Milá, Matilde Fernández, Pilar Miró, Eva Forest, Lidia Falcón, Rosa Regàs, Nativel Preciado, Susana Olmo, Soledad Gallego-Díaz, Maruja Torres, Karmentxu Marín y otras actrices, cantantes, médicas, abogadas, políticas, profesoras, escritoras o periodistas. Estaba previsto que el juicio se celebrara a puerta cerrada por expreso deseo de las acusadas que no querían hacer pública su imagen, pero esto no impidió que, en las puertas del Palacio de Justicia de Bilbao, se reunieran miles de personas gritando, cantando y portando pancartas a favor de la amnistía de las acusadas y del derecho al aborto.
El juicio volvió a ser aplazado por la incomparecencia de dos procesadas a las que no se había citado. La Asamblea de Mujeres de Bizkaia continuó realizando acciones para que los juicios por el aborto no dejaran de estar presentes en el día a día de la sociedad española. También fueron seguidos con atención por organizaciones feministas internacionales. Asimismo, se consiguió el apoyo de sindicatos y partidos políticos de izquierdas.  
Se estableció el 16 de junio de 1981 como nueva fecha del juicio. Las acusadas habían llegado a comprender que su caso iba más allá de su ámbito personal y trascendía a la libertad de las mujeres, por lo que accedieron a que se celebrara a puerta abierta siguiendo las recomendaciones del movimiento feminista. Dieron entrevistas en radio, enviaron cartas abiertas a los periódicos en las que agradecían los apoyos, explicaban sus motivos para abortar y reclamaban el derecho a decidir sobre sus cuerpos. Nuevamente el juicio, no se celebró.
La cuarta citación fue para el 16 de marzo de 1982. El juicio se celebró a puerta abierta. Los gritos a favor del aborto y en apoyo de las procesadas que proferían miles de mujeres que se encontraban concentradas en la calle llegaba al interior de la sala. La defensa se basó en dos argumentos. Uno de ellos fue que no se había probado que aquellas mujeres estuvieran embarazadas y sin esa certeza, no se podía hablar de verdadero aborto y si no estaban embarazadas, era imposible que hubieran abortado, es decir, un delito imposible. Por otro lado, se trató de probar el estado de necesidad de estas mujeres. Según la defensa, su situación personal, familiar, médica y social las había llevado a abortar siendo este el mal menor; es decir, sabían que abortar estaba penado, pero no debían ser juzgadas porque las mujeres que tenían medios económicos suficientes no necesitaban ponerse en manos de una abortera con riesgo para su vida, su salud y su libertad, ya que podían salir de España para practicarse abortos. Sin embargo, para ellas esta salida era imposible; por lo tanto, había desigualdad de hecho ante la ley. También argumentó que se les había vetado el acceso a los anticonceptivos cuando los habían pedido. Tras doce horas, a las 23:00h el juicio quedó visto para sentencia.
Fueron absueltas nueve de las once personas acusadas y se condenó a la mujer que había realizado los abortos, aunque la sentencia recogía también que la condena ya se había cumplido entre la prisión preventiva y las demoras del juicio y al hombre inductor. Esta sentencia sentó un precedente jurídico en los delitos de aborto al aplicar por primera vez la eximente del estado de necesidad, al amparo de la Constitución, para absolver a dos de las acusadas y la aplicación de delito imposible a seis de las procesadas.
Pero la Fiscalía recurrió la sentencia ante el Tribunal Supremo y un año después dio la razón al fiscal diciendo que el simple hecho de querer abortar, incluso sin estar embarazada, era un delito y la apuradísima situación económica de aquellas mujeres no les pareció razón suficiente para no condenarlas; por lo que, aunque absolvió a cuatro, condenó a multas y a pena de cárcel a las demás, que no llegaron a entrar en prisión porque se les aplicaron los indultos del año 1975 y 1977.
En mayo de 1985, la sentencia del Tribunal Supremo fue ratificada por el Tribunal Constitucional. Ya se estaba tramitando en el Parlamento una ley nueva, que se aprobó en julio de ese mismo año, que despenalizaba el aborto, aunque solo en los supuestos de violación, malformación del feto o riesgo para la salud de la mujer.
Tras la sentencia condenatoria, los medios no volvieron a interesarse por el tema que quedó relegado a ámbitos feministas. Ellas tampoco quisieron volver a hablar.

## Reconocimientos
- En 2010, la realizadora Susana Koska en el documental Vindicación, que trata sobre el feminismo en la España de la transición, recogió, entre otros, el caso de Las 11 de Basauri.[15][16]
- En 2011, el Área de Igualdad del Ayuntamiento de Basauri, promovió una investigación sobre el caso, que realizó Oihane López Grande y puso una placa en el pueblo en recuerdo de estas mujeres.[17]
- En 2019, ETB2 emitió el documental de investigación dirigido por Maite Ibáñez y Begoña Atin que lleva por título Las 11 de Bilbao.[18][19]
- El 25 de octubre de 2020, el podcast (De eso no se habla), creado por Isabel Cadenas Cañón junto a su equipo de mujeres Laura Casielles, Vannessa Rousselot y Paula Morais, publicó su tercer episodio bajo el título Una placa en mi pueblo dedicado a este acontecimiento de la historia de España.
- En mayo de 2023, se estrenó la película Las buenas compañías dirigida por Silvia Munt inspirada en esta historia de lucha.[20]